# قضیه پنج دایره

قضیهٔ پنج دایره در هندسه می‌گوید: هرگاه پنج دایره که مرکزهایشان بر روی پیرامون یک دایرهٔ ششمی جای گرفته، یکدیگر را زنجیروار، دو به دو بر روی همان دایره قطع کنند، آنگاه اگر نقطه دوم تقاطع دایره‌ها (نقطه‌ای که بر روی پیرامون دایرهٔ اصلی نیست) را به هم وصل کنیم از برخورد این خط‌ها یک ستاره پنج‌پر ساخته می‌شود که پنج گوشه‌اش بر روی پیرامون این دایره‌ها جای گرفته‌است.